# Jean Desmarets de Saint-Sorlin

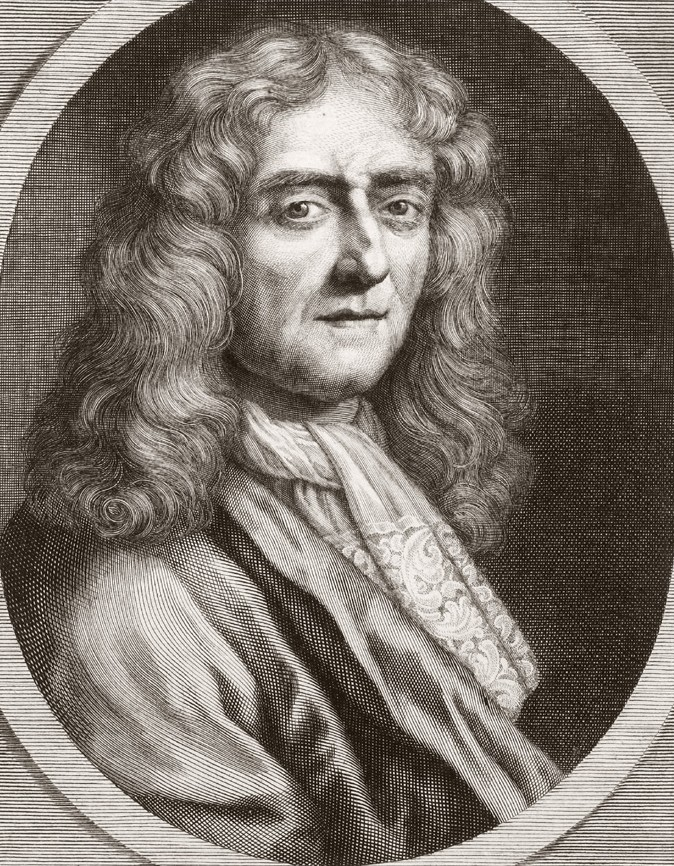
Jean Desmarets de Saint-Sorlin.

Jean Desmarets de Saint-Sorlin (Paris, 1595 — 28 de outubro, 1676) foi um dramaturgo e poeta francês e um dos primeiros membros da Academia Francesa de Letras.